# Pokémon Uranium
Pokémon Uranium ist ein Fangame auf Basis der Rollenspielserie Pokémon. Das Spiel war für neun Jahre in Entwicklung und nutzte die RPG Maker XP Engine. Das Spiel verfügt über 166 neue Fan-Made-Pokémon-Spezien, mit weiteren 160 originalen, die zum Zeitpunkt der Ausarbeitung des Spiels verfügbar waren, zusammen mit einer neuen Region. Ähnlich der offiziellen Spiele enthält Uranium sowohl den Online-Tausch als auch -Kampf. Im August 2016 wurden die Download-Links nach eineinhalb Millionen Downloads offline genommen. Die Download-Links für Pokémon Uranium wurden von der offiziellen Website entfernt, weil die Entwickler nach eigenen Angaben „Nintendos Wünsche respektieren“ wollten, nachdem sie mehrere DMCA-takedown-notice-Briefe von Anwälten, die Nintendo vertreten, erhalten hatten. Im folgenden Monat gaben die Entwickler bekannt, dass sie die Entwicklung des Titels offiziell eingestellt und die Website sowie die Server heruntergefahren hätten. Nach der Ankündigung erstellten Community-Mitglieder eine neue Website und entwickelten weiterhin Patches einschließlich Fehlerkorrekturen und neuer Funktionen für das Grundspiel.

## Gameplay und Handlung
In Pokémon Uranium navigiert der Spieler durch die Tandor-Region und trifft auf seinen Reisen auf 200 Pokémon-Arten, von denen die meisten von Fans hergestellt wurden. Die Geschichte folgt einem jungen Helden auf seiner Reise durch die Region, der insgesamt acht Pokémon-Arenaorden sammelt und schließlich die Pokémon-Liga meistert, um Pokémon-Champion zu werden. Der Protagonist erhält ein Pokémon, das er von Pokémon-Professor Bamb’o auswählt, und macht sich auf den Weg. Die Mutter des Spielers gilt als verschollen nach einer Kernwaffenexplosion in einem Kraftwerk und sein Vater, Kellyn, bleibt kalt und distanziert, als er sich in seine Arbeit stürzt, um nicht sich mit seiner Trauer auseinandersetzen zu müssen, und lässt das Kind bei der Tante zurück. Während des Spiels wird dem Spieler ein Grund gegeben, misstrauisch zu sein, da seltsame Ereignisse um ihn herum stattfinden, und ein stark bestrahltes Pokémon taucht über der Region auf und ist bereit, alles zu zerstören.
Wie in den Spielen der originalen Serie, lassen sich Online-Verbindungen zu anderen Spielern herstellen. Die Global Trade Station, auch bekannt als GTS, ist ebenfalls im Spiel vorhanden, sodass Spieler anonym mit anderen Spielern Pokémon tauschen können.

## Rezeption
Das Spiel wurde für die Game Awards 2016 in der Kategorie „Best Fan Creation“ nominiert, aber neben dem Metroid-Fanspiel AM2R ohne Vorankündigung von der Nominierungsseite entfernt. Alissa McAloon von Gamasutra spekulierte, dass dies auf Nintendos Haltung zur unbefugten Nutzung ihres geistigen Eigentums zurückzuführen sei.
Obwohl es nur wenige vollständige Rezensionen für den Titel gibt, erklärte Elias Blondeau von CGMagazine: „Pokémon Uranium schafft es, ein tiefes und auch zugleich abrundendes Spiel aus vertrauter Mechanik und eine ausgereifte Entwicklung des Franchises, an das es angelehnt ist.“